# Lessonie noire
 (mars 2023).
Si vous disposez d'ouvrages ou d'articles de référence ou si vous connaissez des sites web de qualité traitant du thème abordé ici, merci de compléter l'article en donnant les références utiles à sa vérifiabilité et en les liant à la section « Notes et références ».
Lessonia rufa
Espèce
Statut de conservation UICN

 LC  : Préoccupation mineure
La Lessonie noire (Lessonia rufa) est une espèce de passereaux de la famille des Tyrannidae.

## Description
C’est un petit passereau de 11 cm de longueur. Le plumage du mâle est complètement noir avec une grande tache de couleur rouille vif sur la partie supérieure. Celui de la femelle, quant à lui, est brun clair sur le dos, grisâtre sur le ventre avec une queue noire.

## Répartition et habitat
Présente de l’Altiplano jusqu’en Terre de Feu, cette espèce niche à travers le Cône Sud, et les populations les plus australes migrent en hiver vers le nord jusqu'en Bolivie, au sud du Brésil, au Paraguay et en Uruguay. Elle est accidentelle aux îles Falkland.
Espèce commune, son habitat correspond aux zones ouvertes proches de cours d’eau, de lacs et de marais salants voir près des côtes.

## Comportement
Cet oiseau s'observe généralement en couple ou en bande, sur le sol ou sur des branches basses. Cette espèce est très active, inquiète et silencieuse. Elle ouvre et ferme rapidement ses ailes et sa queue.

## Alimentation
La lessonie noire se nourrit principalement d’insectes[réf. nécessaire].

## Nidification
Cet oiseau niche dans de petits nids. Les femelles pondent 3 à 4 œufs[réf. nécessaire].

## Galerie

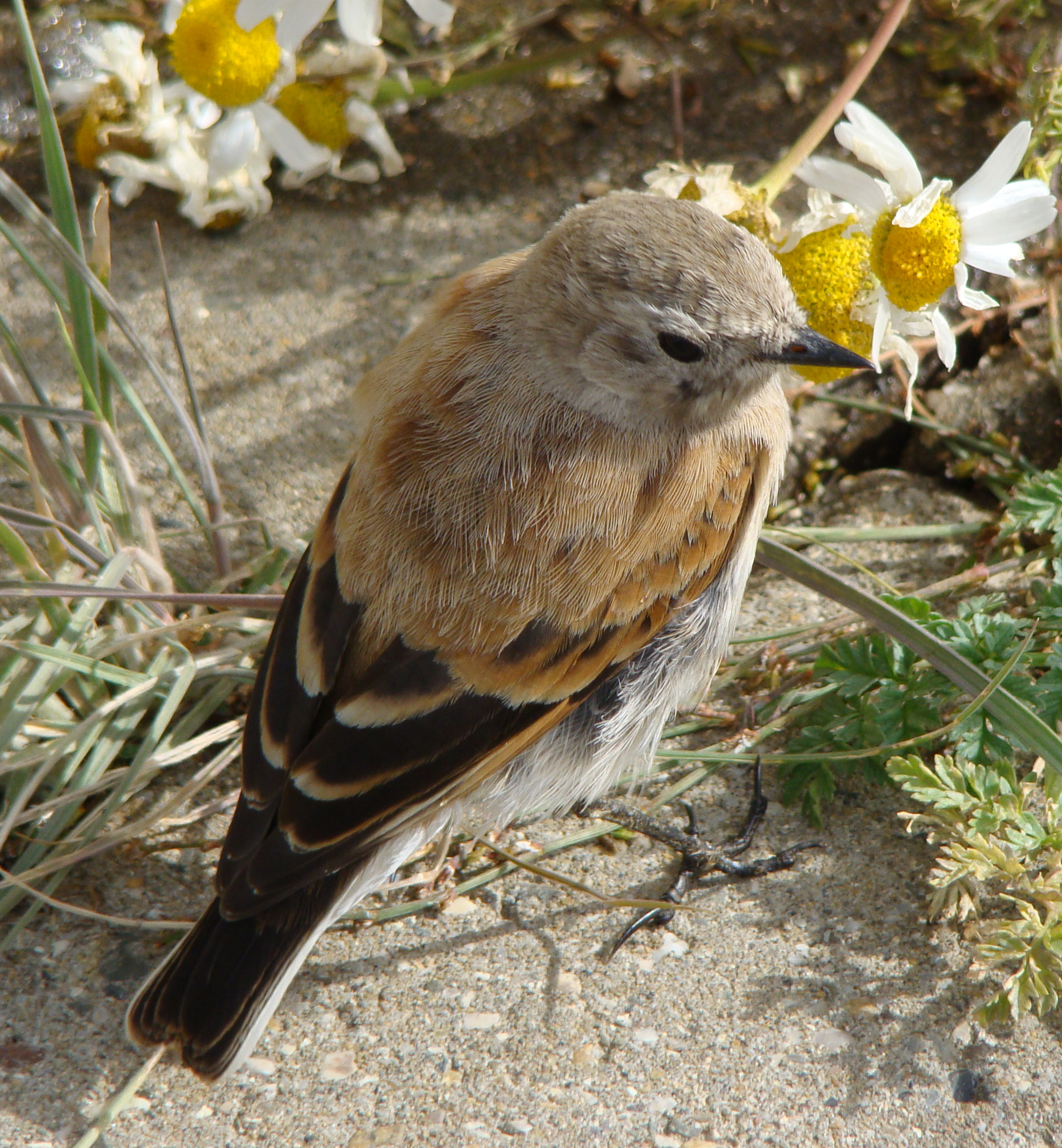
Une femelle.
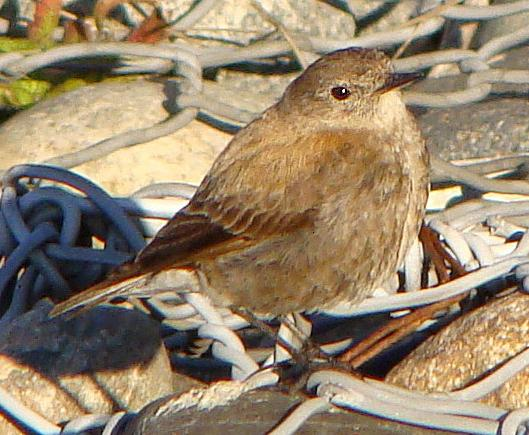
Un juvénile.